# Фољицо
Фољицо (итал. Foglizzo) је насеље у Италији у округу Торино, региону Пијемонт.
Према процени из 2011. у насељу је живело 2278 становника. Насеље се налази на надморској висини од 234 м.

## Становништво
Према резултатима пописа становништва 2011. у општини је живело 2.331 становника.
| 1936. | 1951. | 1961. | 1971. | 1981. | 1991. | 2001. | 2011. |
| ----- | ----- | ----- | ----- | ----- | ----- | ----- | ----- |
| 2.536 | 2.266 | 2.085 | 2.125 | 2.095 | 2.146 | 2.183 | 2.331 |